# Bahatata
Bahatata ist ein osttimoresischer Suco im Verwaltungsamt Uatucarbau (Gemeinde Viqueque).

## Geographie

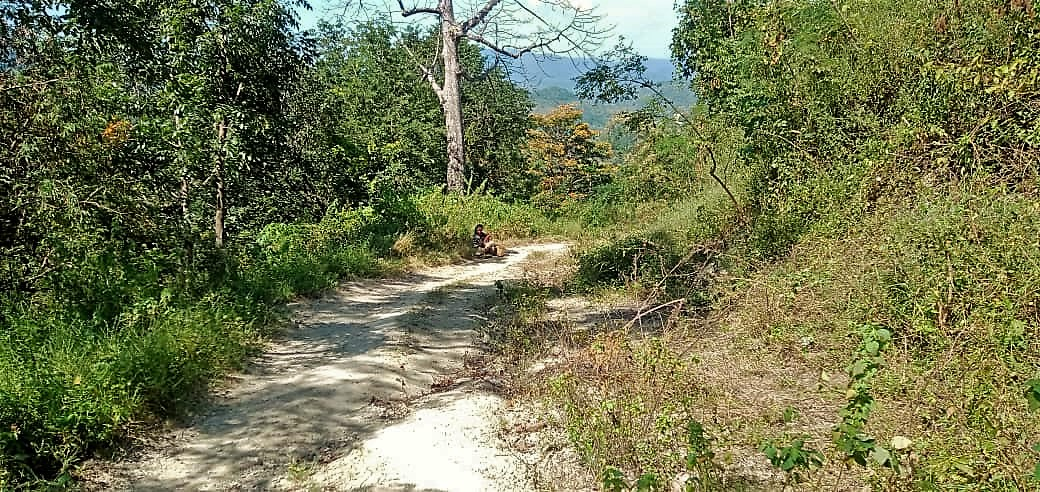
An der Straße nach Baguia

Vor der Gebietsreform 2015 hatte Bahatata eine Fläche von 11,37 km². Nun sind es 22,98 km². Der Suco liegt im Nordosten des Verwaltungsamts Uatucarbau. Westlich befindet sich der Suco Loi Ulo, südlich, jenseits des Flusses Calicidere, der Suco Irabin de Cima. Der Calicidere fließt in den Irebere, der den Suco zu den Nachbargemeinden nach Norden und Osten abgrenzt. Im Nordosten ist dies die Gemeinde Baucau mit dem zum Verwaltungsamt Baguia gehörenden Suco Larisula. Im Südosten liegt das zur Gemeinde Lautém gehörende Verwaltungsamt Iliomar mit seinem Suco Caenlio.
Die größeren Orte des Sucos konzentrieren sich im Süden. Dies sind neben Bahatata, Builako, Nelu-Uai (Nelouai), Tatadere (Tatodere) und Utiarori (Utimori).
Der Suco verfügt über eine Grundschule.
Im Suco befinden sich die vier Aldeias Builacurae, Nelu-Uai, Tatadere und Uaimare.

## Einwohner

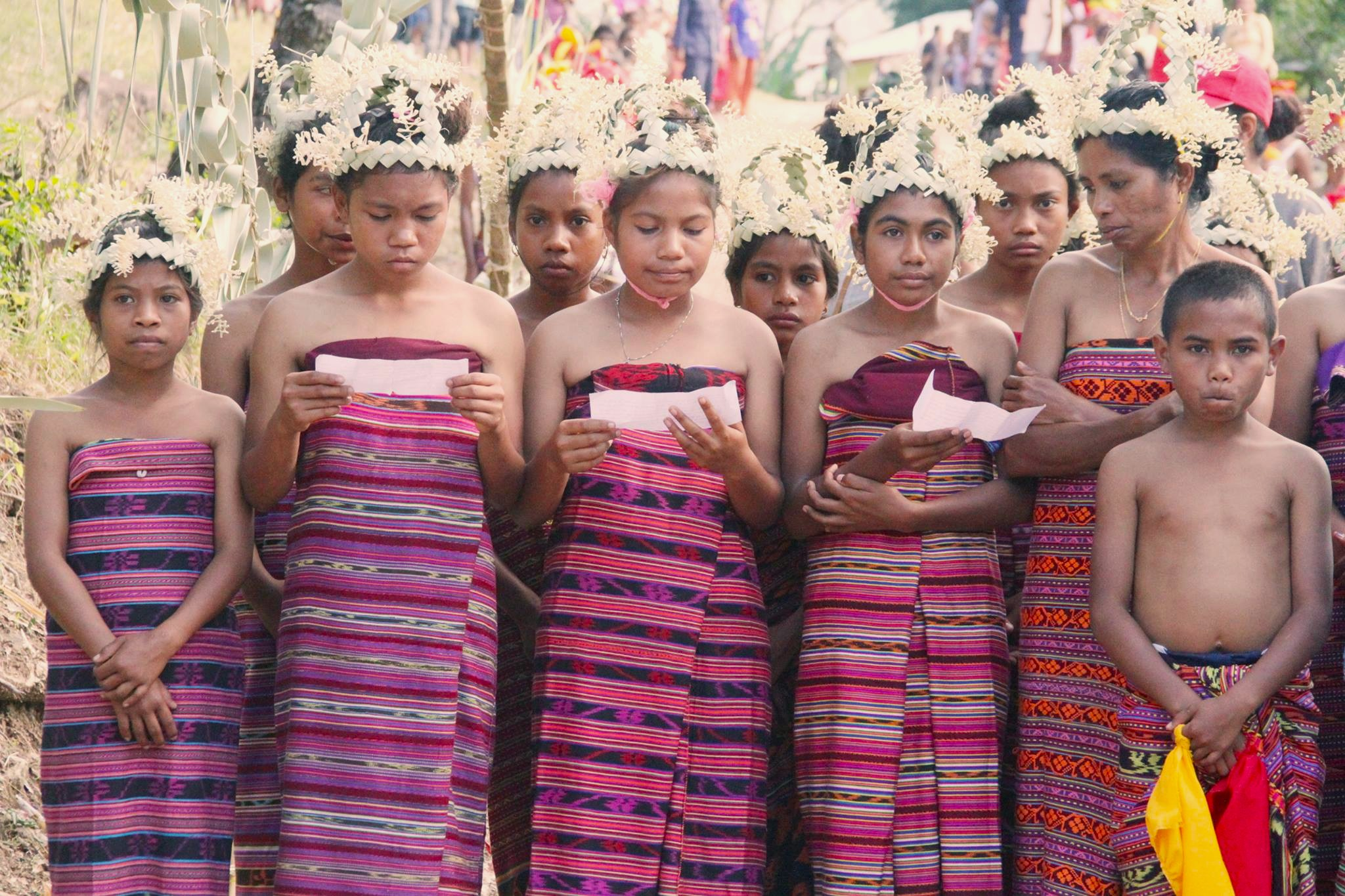
Festlicher Empfang in Bahatata (2016)

In Bahatata leben 808 Einwohner (2022), davon sind 412 Männer und 396 Frauen. Im Suco gibt es 169 Haushalte. Über 68 % der Einwohner geben Naueti als ihre Muttersprache an. Fast 28 % sprechen Makasae.

## Politik
Bei den Wahlen von 2004/2005 wurde Vicente Domingos Amaral zum Chefe de Suco gewählt und 2009 und 2016 in seinem Amt bestätigt.